# Rüdiger Lotz
Rüdiger Lotz (* 19. Mai 1965 in Berlin) ist ein deutscher Diplomat und seit Juli 2025 Botschafter in Bangladesch.

## Ausbildung
Nach dem Abitur am Gabriele-von-Bülow-Gymnasium studierte Lotz ab 1983 Rechtswissenschaft an der FU Berlin, der Université de Lausanne und in León.
Im Jahr 1992 legte er das Zweite Juristische Staatsexamen in Berlin ab und wurde 1998 an der FU Berlin zum Dr. jur. promoviert. Der Titel seiner Dissertationsschrift lautet Arbeitsrechtlicher Kündigungsschutz in Spanien. Im Jahr 2006 machte er den Abschluss als Master of Public Administration an der Harvard Kennedy School of Government in Boston.

## Diplomatische Laufbahn
Nach dem Vorbereitungsdienst für den höheren Auswärtigen Dienst (1993 bis 1994) in Bonn-Ippendorf erfolgte bis 1995 eine Verwendung im Referat für Öffentlichkeitsarbeit in der Zentrale des Auswärtigen Amts.
Seine erste Auslandsverwendung führte ihn von 1995 bis 1997 als Rechts-, Presse- und Kulturreferent an die Botschaft Lima, Peru. Anschließend war er bis zum Jahr 2000 politischer Referent und Vertreter des Botschafters in der Botschaft Belgrad, Serbien. Ab 2001 war Lotz als Politischer Berater im Büro des EU-Sonderbeauftragten in Skopje mit der Umsetzung des Rahmenabkommens von Ohrid befasst.
Von 2003 bis 2005 fungierte Lotz als Stellvertreter des Botschafters in der Botschaft Kabul, Afghanistan. Anschließend wurde er in der Zentrale des Auswärtigen Amts in Berlin Leiter des Arbeitsstabs Irak. Es folgte von 2008 bis 2010 ein Einsatz als Leiter der politischen Abteilung des International Civilian Office (ICO) in Pristina, Kosovo. Hier arbeitete Lotz unter Pieter Feith an der Umsetzung des Ahtisaari-Plans zur Befriedung des Kosovo.
Nach einer kurzen Verwendung als Gesandter an der Ständigen Vertretung der Bundesrepublik Deutschland bei der OZSE in Wien war Lotz bis 2013 Stellvertreter des Leiters der Botschaft Bogotá, Kolumbien.
Zurück in der Zentrale des Auswärtigen Amts wurde Lotz von 2013 bis 2016 mit der Leitung des Referats für Mexiko, Zentralamerika, Karibik beauftragt. Von dort aus wurde er bis 2018 an die Botschaft Ankara, Türkei, umgesetzt, wo er Regionalkoordinator für Flüchtlinge und Migration, ab 2017 auch Leiter des Wirtschaftsdienstes war.
Von 2018 bis 2022 war Lotz Gesandter und Leiter der Wirtschaftsabteilung in der Botschaft Pretoria, Südafrika. Von dort aus wurde er mit der Leitung des Generalkonsulats in Karatschi, Pakistan, beauftragt. Diese Funktion nahm er bis zum Jahr 2025 wahr und wechselte dann als außerordentlicher und bevollmächtigter Botschafter nach Bangladesch. Am 7. August 2025 überreichte er sein Beglaubigungsschreiben an den Präsidenten von Bangladesh, Mohammed Shahabuddin.

## Privates
Lotz ist verheiratet und hat zwei Kinder. Er spricht Englisch, Französisch, Spanisch und Serbisch.